# Charora kurda
Charora kurda är en insektsart som beskrevs av Boris Petrovich Uvarov 1933. Charora kurda ingår i släktet Charora och familjen gräshoppor. Inga underarter finns listade i Catalogue of Life.